# Gran cometa de 1811
El Gran cometa de 1811 (el nom oficial del qual és C/1811 F1) va ser un cometa visible a simple vista per a prop de 260 dies. Va ser catalogat com un Gran Cometa, per ser el número 54 des que es porta registre de cometes.
Aquest cometa va ser en molts sentits semblant al Cometa Hale-Bopp. El seu pas va ser espectacular, sense acostar-se massa a la Terra o al Sol, però tenia un nucli extremadament actiu. Descobert per Honoré Flaugergues el 25 de març de 1811 a 2,72 U. A. del Sol i confirmat per Jean-Louis Pons i Franz Xaver, Baró Von Zach a l'abril.
Va continuar estant visible fins a juny, moment en el qual es va perdre de vista per la seua proximitat al Sol, va reaparèixer novament el 5 d'agost com a objecte de magnitud 5. El cometa va brillar mentre s'aproximava al periheli al setembre i va arribar a passar a una distància 1,1 U. A.. Es va estimar que el nucli del cometa mesura de 30 a 40 km de diàmetre i el seu període orbital és de 3.757 anys (posteriorment ajustat a 3.065 anys).
En total, el cometa va ser visible a simple vista durant 9 mesos, la qual cosa va representar un rècord, només superat per l'aparició del Cometa Hale-Bopp l'any 1997.
Cap al centre de la trama de Guerra i Pau de Lleó Tolstoi, es descriu el personatge Pierre observant aquest cometa.